# ماکاریف
شهر ماکاریف (به روسی: Макарьев) در کشور روسیه و در اوبلاست کوستروما واقع شده‌است.